# Щербань Михайло Ілліч
Михайло Ілліч Щербань (23 лютого 1921, Зарічанка — 21 серпня 2000, Київ) — український географ-кліматолог, доктор географічних наук, професор Київського національного університету імені Тараса Шевченка.

## Біографія
Народився 23 лютого 1921 року в селі Зарічанці (тепер Чемеровецького району Хмельницької області). Учасник війни, боєць винищувального батальйону Першого зведеного полку Київського військового округу у 1941 році. Доброволець Третього Партизанського загону Південно-західного фронту. Партизанський загін імені Чапаєва на Поділлі, розвідник. У 1944—1945 роках — розвідник стрілецького полку, Перший Український фронт. Нагороджений орденами Вітчизняної війни 1-го та 2-го ступенів, Слави 3-го ступеня та медалями «За відвагу» (1944), «За оборону Києва».
У 1945 році закінчив географічний факультет Київського університету. У 1946—1949 роках працював у Київській науково-дослідній геофізичній обсерваторії (1947—1949 — завідувач відділу актинометрії). У 1950 — 1952 роках — аспірант Київського університету, науковий керівник І. К. Половко, кандидатська дисертація про клімат Києва.
У 1952 — 1991 роках працював у Київському університеті: старшим викладачем, доцентом, професором, в 1968 — 1980 рр. — декан географічного факультету, 1974 — 1991 роках — завідувач кафедри метеорології та кліматології. Докторську дисертацію на тему «Мікроклімат природних та перетворених ландшафтів рівнинної частини Української РСР (теорія та експеримент)» захистив у 1974 році. Викладав курси: «Клімати земної кулі», «Аерологію», «Мікрокліматологію». Протягом 1958 — 1960 років працював у Шанхайському університеті, КНР.
Помер на 80-му році життя 21 серпня 2000 року. Похований в Києві на Байковому кладовищі (ділянка № 49а, 50°25′1.60″ пн. ш. 30°30′5.30″ сх. д. / 50.4171111° пн. ш. 30.5014722° сх. д.).

### Родина

Могила Михайла Щербаня та його дружини

Дружина — Варвара Яківна Лабзіна (17 грудня 1926 року, Чечельник Вінницької області). Впродовж 1960—2002 років працювала в Дитячій спеціалізованій лікарні № 14 міста Києва (теперішня назва — «Охматдит») педіатром, з них 26 років — на посаді заступника головного лікаря по медичній частині. Лікарня була для неї рідною домівкою та сенсом життя. Вона вчила більшість сучасних київських начмедів.
З перших днів аварії на Чорнобильській АЕС Варварі Яківні було доручено відкрити два відділення на 90 ліжок для надання медичної допомоги дітям та матерям із постраждалих районів. Протягом двох годин Варвара Яківна організувала відкриття цих відділень для прийому постраждалих та забезпечила надання спеціалізованої медичної допомоги дітям та матерям. Тоді ж, в 1986 році отримала почесне звання Заслуженого лікаря України.
Останні роки життя Варвара Яківна присвятила увічненню пам'яті свого покійного чоловіка, підготувавши про нього низку публікацій та матеріали для музею Київського університету.

## Науковий доробок
Основні праці професора Щербаня М. І. присвячені сучасним проблемам метеорології, кліматології, географії. Він досліджував альбедо (відбивну здатність) різних видів діяльних поверхонь, радіаційний та тепловий режим земної поверхні і атмосфери. Визначав кількісні показники розподілу рідких атмосферних опадів на схилах височин різної експозиції та крутизни. Розробляв теорію, механізми та закономірності формування і кількісні показники мікрокліматичних контрастів природних зон, враховуючи складові величини радіаційного балансу земної поверхні. Окремо виділяв питання мікроклімату сучасних міст. Приділяв багато уваги вивченню кліматів земної кулі, теоретичним та історичним питанням науки. Обґрунтував необхідність вивчення термічного режиму та кількості опадів окремо протягом дня і ночі з точки зору їх різного впливу на вегетацію сільськогосподарських культур. Цікавився охороною довкілля, проблеми природокористування, історія географії. Один з перших в Україні показав роль мікрокліматичних умов у формуванні і розвитку ландшафтів та фізико-географічних процесів у них. Учасник Міжнародних географічних конгресів у Монреалі в 1971 році, Москві в 1976 році.
Свої ідеї та розробки він виклав у 230 наукових працях, серед яких особливе місце займають 9 монографій та підручників. Основні з них:
1. Фізична географія УРСР. — К., 1982 (у співавторстві).
2. (рос.) Природа Украинской ССР. Климат. — К., 1984 (у співавторстві).
3. (рос.) Микроклиматология. — К., 1968, 1985.
4. Клімати земної кулі. — К., 1986.

Близько двох десятків років був деканом і науковим керівником науково-дослідної тематики факультету з питань формування природного середовища, охорони та раціонального використання природних ресурсів.
Будучи деканом географічного факультету, Михайло Ілліч багато часу та енергії витрачав на організацію навчального процесу та виховання студентів.
Одночасно професор М. І. Щербань вів велику громадську роботу. Протягом багатьох років був членом (та головою) Вчених рад із захисту докторських дисертацій, офіційним опонентом більше 30 дисертаційних робіт. Підготував 12 кандидатів наук, 1 доктора. Був членом редакційної колегії 6 географічних періодичних наукових видань, головою секції географії та геології Науково-технічної ради Міністерства освіти.
Багато сил та уваги приділяв роботі Географічного товариства України, тривалий час виконував обов'язки віце-президента цього товариства. Був також членом Вченої ради Географічного товариства СРСР, йому присвоєно звання «Почесний член Географічного товариства СРСР».

## Нагороди
У складі колективу авторів професор Щербань М. І. одержав Державну премію у 1993 році за цикл монографій «Теоретичні основи регіонального природокористування в Україні». Щербаню було призначено Президентом України довічну державну стипендію за п'ять місяців до смерті, у березні 2000 року.